# Spacemonkeyz
Spacemonkeyz – zespół muzyczny składający się z Darrena Galea, Richiego Stevensa i Gavina Doddsa. Stworzyli oni remiks piosenki Tomorrow Comes Today (Gorillaz), który tak bardzo spodobał się Damonowi Albarnowi, że zaproponował im stworzenie albumu z przeróbkami wszystkich piosenek Gorillaz z pierwszej płyty. Album ten nazwano Laika Come Home, został wydany w czerwcu 2002 roku.
Zespół Spacemonkeyz skomponował również utwór Spacemonkeyz Theme, który ukazał się na Singlu Lil’ Dub Chefin’.